# Čičmany
Čičmany (maďarsky Csicsmány, do roku 1902 Csicsman) jsou obec na středním Slovensku v okrese Žilina, v chráněné krajinné oblasti Strážovské vrchy. Ve vesnici se nachází památková rezervace slovenské lidové architektury.

## Historie
O původu a vzniku obce existuje několik teorií. Jednou z nich je teorie o německém původu, ale rozšířenější je teorie o balkánském, konkrétně o bulharském vlivu. Původní obyvatelé sem přišli pravděpodobně v první polovině 14. století, i když je možné i starší přechodné osídlení odpovídající záznamu „o novej ceste, ktorá vedie od osady Cziczman“ v listině z roku 1272 (…ad quandam viam novam qua itur ad possessionem Cziczman…). Obyvatelé Čičman se zabývali hlavně zemědělstvím, chovem ovcí, výrobou papučí, výrobou a prodejem brynzy. Název Čičmany má pravděpodobně indoevropský prazáklad, který přešel do staroslověnštiny a znamená usedlost ve vrších – Vrchovany. Tak se dodnes nazývá místo za kopcem Javorinka, kde se nacházejí zbytky srubových domů z osady Malé Čičmany.
V průběhu staletí se zde vystřídalo několik vlastníků – od Mikuláše z Turce přes rodinu Rakovskou až po spojení majetků panstva Záblatského s vícero dalšími rodinami Serényiů. Do začátku 20. století vlastnily Čičmany rodiny Telekyů a Bertcholdů. Nepříznivé životní podmínky, živelní pohromy a nerovné spory se zeměpány byly příčinou odchodů na sezónní práce do vzdálených míst a postupné vystěhovávání obyvatelstva. Mnoho jednotlivých obyvatel i celých rodin odcházelo ve třicátých letech 20. století do Ameriky, do Dalmácie, do Francie, Belgii a do Rakouska. Požáry v letech 1907, 1921 a 1945 zničily vzácné roubené stavby, změnily celkový vzhled vesnice a způsobily ústup výstavby tradičních dřevěnic ve prospěch zděných domů.
Poškozování a bourání vzácných staveb vedlo ke snaze o záchranu lidových památek, což koncem sedmdesátých let 20. století vyvrcholilo prohlášením dolní části obce za památkovou rezervaci. Pavlačový poschoďový Radenov dom byl zrekonstruován v roce 1966 a je v něm umístěna národopisná expozice, která byla koncem osmdesátých let rozšířena o expozici bydlení tzv. velkorodiny v roubeném domě společně žijících rodin Štefana Gregora a Petra Pupáka.

## Přírodní poměry
V katastrálním území obce leží přírodní památka Partizánska jaskyňa a zasahuje do něj část národní přírodní rezervace Strážov.

## Symboly
Obec má znak vytvořený po roce 1990. Znázorňuje svatou Helenu, které legenda připisuje nález svatého Kříže a nástrojů Kristova umučení na Golgotě.

## Služby
Přístup do obce Čičmany je ze směrů Žilina–Rajec, Prievidza–Nitrianske Pravno, Prievidza–Nitrianske Rudno nebo Trenčín – Ilava – Košeca. V zimním období mají návštěvníci možnost lyžování v lyžařském středisku Javorinka, v létě jsou využívány turistické a cyklistické trasy. Z vrchu Javorinka je možný paragliding a závěsné létání. Ubytovací a stravovací služby poskytuje hotel Kaštieľ a penzion Javorina. Myslivecké sdružení obhospodařuje lesní revíry s možností lovu vysoké a černé zvěře. V obci se také nachází exerciční a rekreační středisko Nitrianské římskokatolické diecéze – Dom Svätý Bystrík.

## Kroj
Lidový oděv (lidový kroj) je zhotoven z bílého plátna a je z výtvarného hlediska nejpozoruhodnější. Velký podíl na hodnotě a popularitě čičmanského kroje má výšivka, která vyniká svou technickou dokonalostí, bohatstvím motivů a ornamentální a barevnou kompozicí. Právě na základě charakteru ornamentální výzdoby i červeného vlněného tkaného pásu, který je součástí ženského oděvu, je odvozován balkánský původ Čičman. Starobylý ráz, který si čičmanský kroj zachoval dodnes, stejně jako lidový oděv okolních dědin (Zliechov, Čavoj, Valaská Belá), posloužil etnografům jako model pro rekonstrukci staroslověnského oděvu.

## Pamětihodnosti
Čičmanské stavby zaujaly architekta Dušana Jurkoviče, který vypracoval projekt čičmanského gazdovství pro Národopisnou výstavu v Praze v roce 1895. V roce 1937 byl poschoďový dům Jokľovce - bachna rozebrán a převezen do Národního muzea v Praze, kde se stal obětí požáru a do základů shořel. Architekt Dušan Jurkovič vypracoval také projekty roubených domů, které byly postaveny po velkém požáru v roce 1921, kdy lehl popelem celý dolní konec obce. Zásluhou toho lze některé typy těchto staveb obdivovat v Čičmanech i v současnosti.
Čičmanské domy jsou charakteristické ornamentální výzdobou vnějších stěn domů. Tyto domy jsou dokladem technické vyspělosti, zručnosti a estetického cítění zdejších obyvatel. Geometrická výzdoba je stará asi 200 let. Jednoduché ornamenty byly nanášeny bílým vápnem, které mělo zároveň konzervační a ochrannou funkci.
Ze zděné architektury stojí za pozornost barokní kostel Nálezu svatého Kříže, který byl postaven na základech starší stavby – pravděpodobně zvonice s modlitebnou, o čemž svědčí zpráva o zvonu z roku 1588. Z původního zařízení se dochoval hlavní oltář postavený okolo roku 1798. Původní obětní stůl byl v roce 1810 nahrazen stolem z tvrdého materiálu. Kazatelna byla dovezena z Tužiny v roce 1802 a boční oltář Panny Marie byl vybudován v roce 1803. Varhany z roku 1738 jsou provedeny v klasicistním stylu a mají jeden manuál a šest rejstříků.
V horní části obce se zachoval zeměpanský zámeček v barokně-klasicistním stylu z konce 18. století, který sloužil pro potřeby správce, vrchnostenských úředníků a zeměpána. Součástí zámečku byla stodola, ovčín, stáj a krčma. Dnes se zde nachází hotel, restaurace a hostinec. Místo vlevo od zámečku, kde se nalézá zděná provozní budova, se dodnes nazývá Pánske humná podle původních staveb.

## Osobnosti
Z obce pochází hudební skladatel a muzikolog Jozef Kresánek, akademická malířka Matilda Čechová a lidový řezbář Vít Pieš. Významná část jejich tvorby je věnována rodné vesnici.

## Galerie

Čičmany
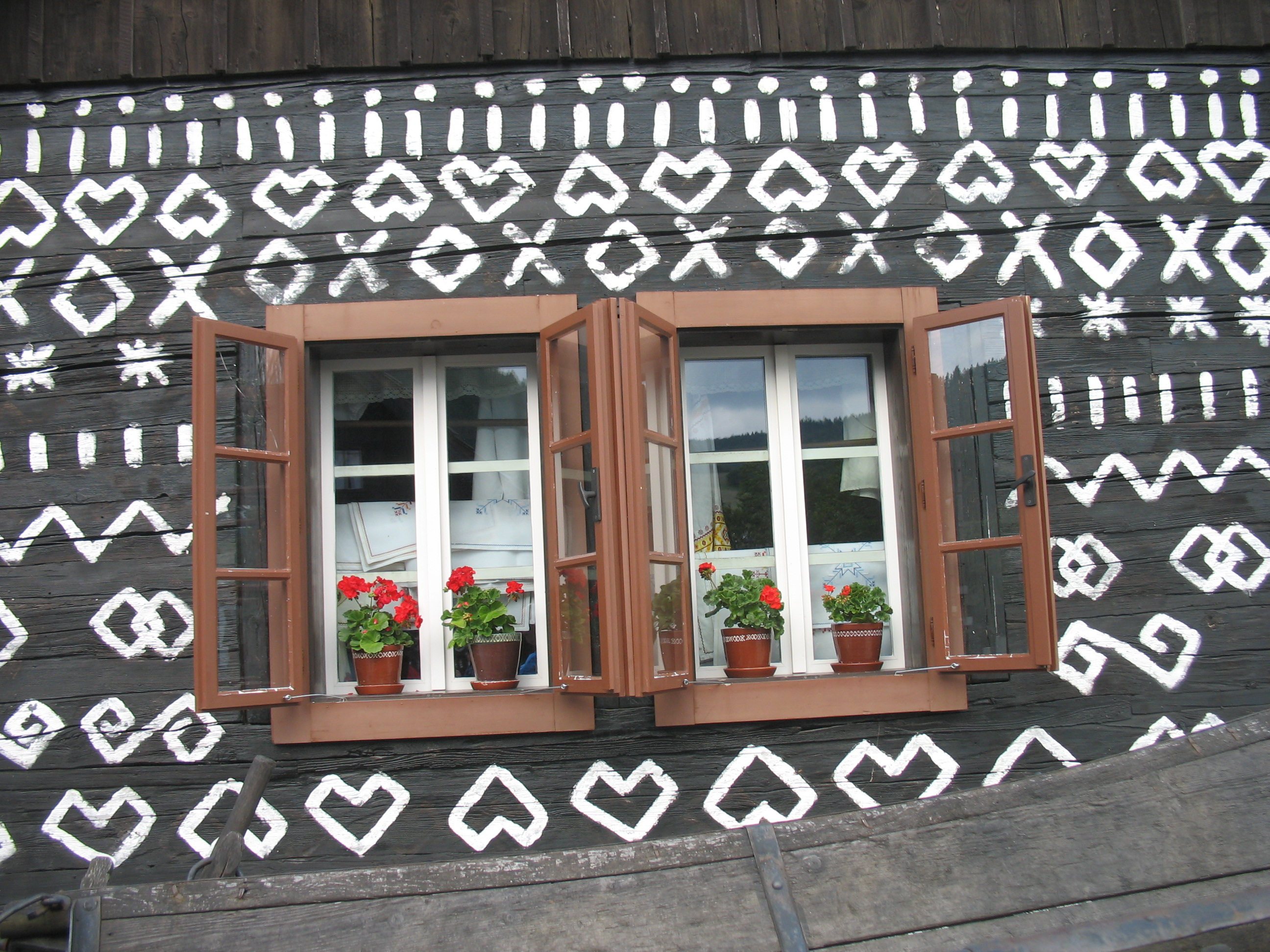
Zdobená fasáda
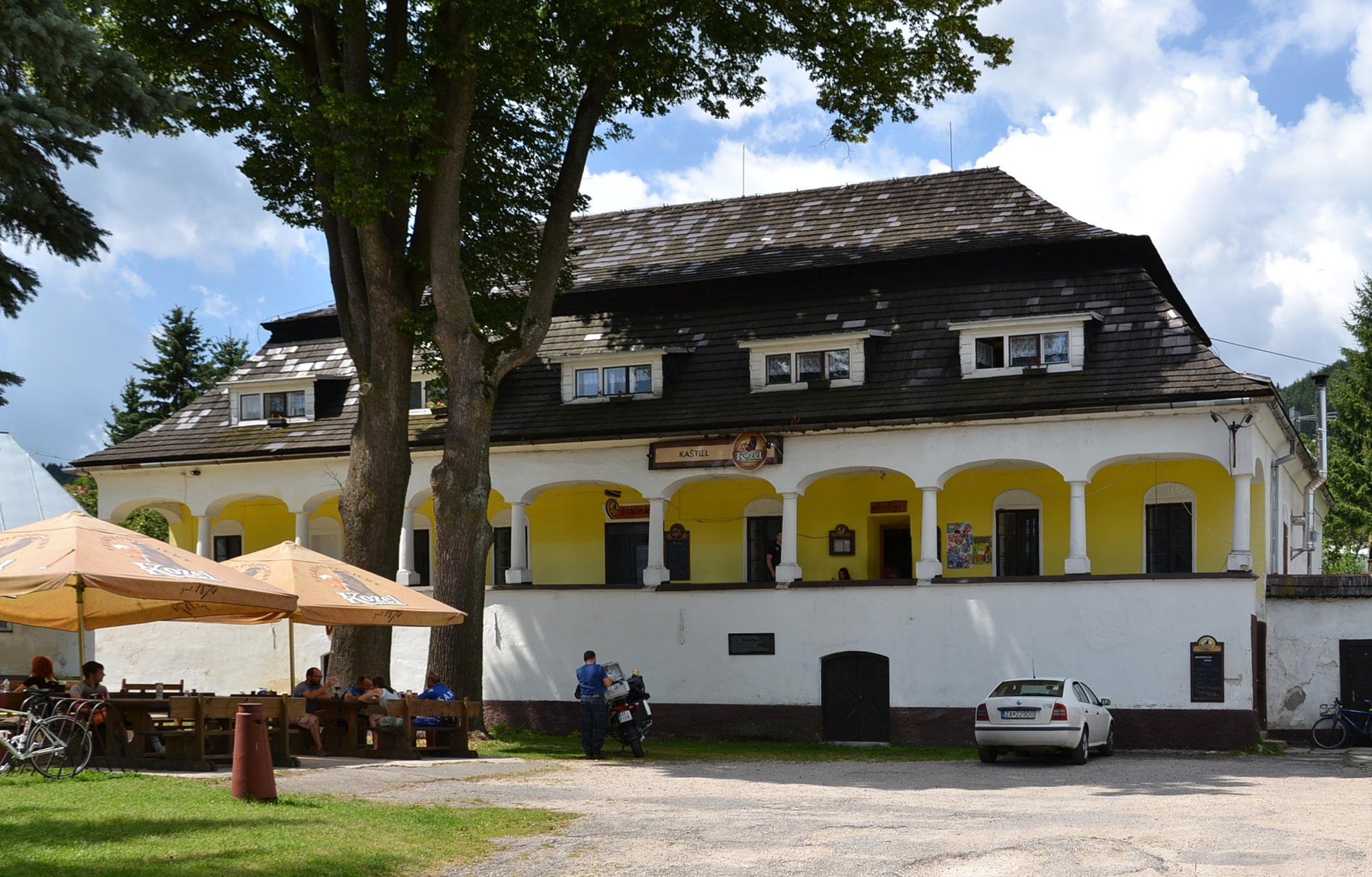
Restaurace
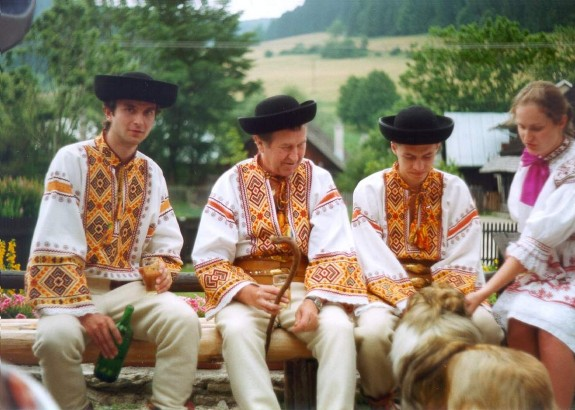
Mužský kroj
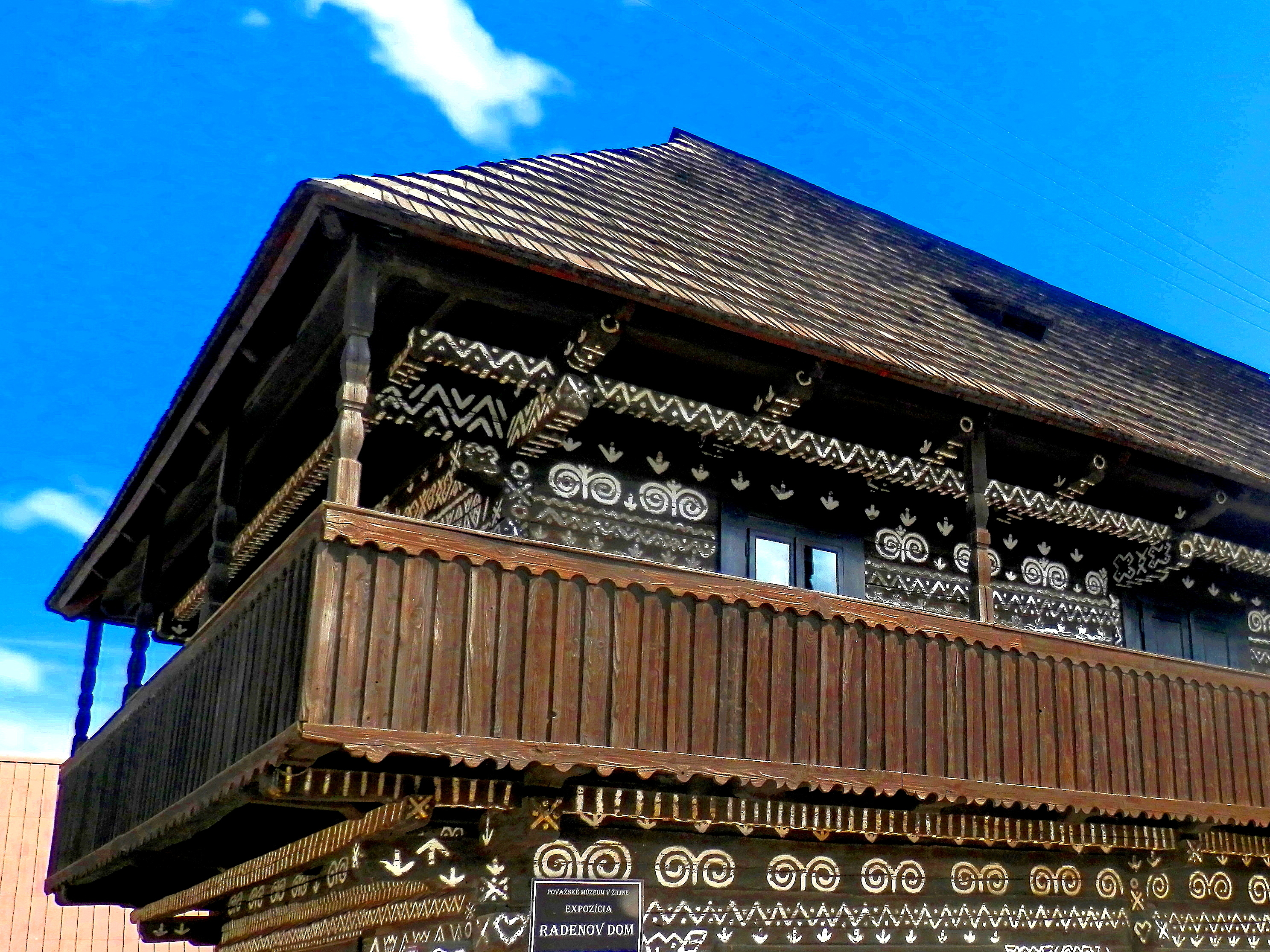
Radenov dom
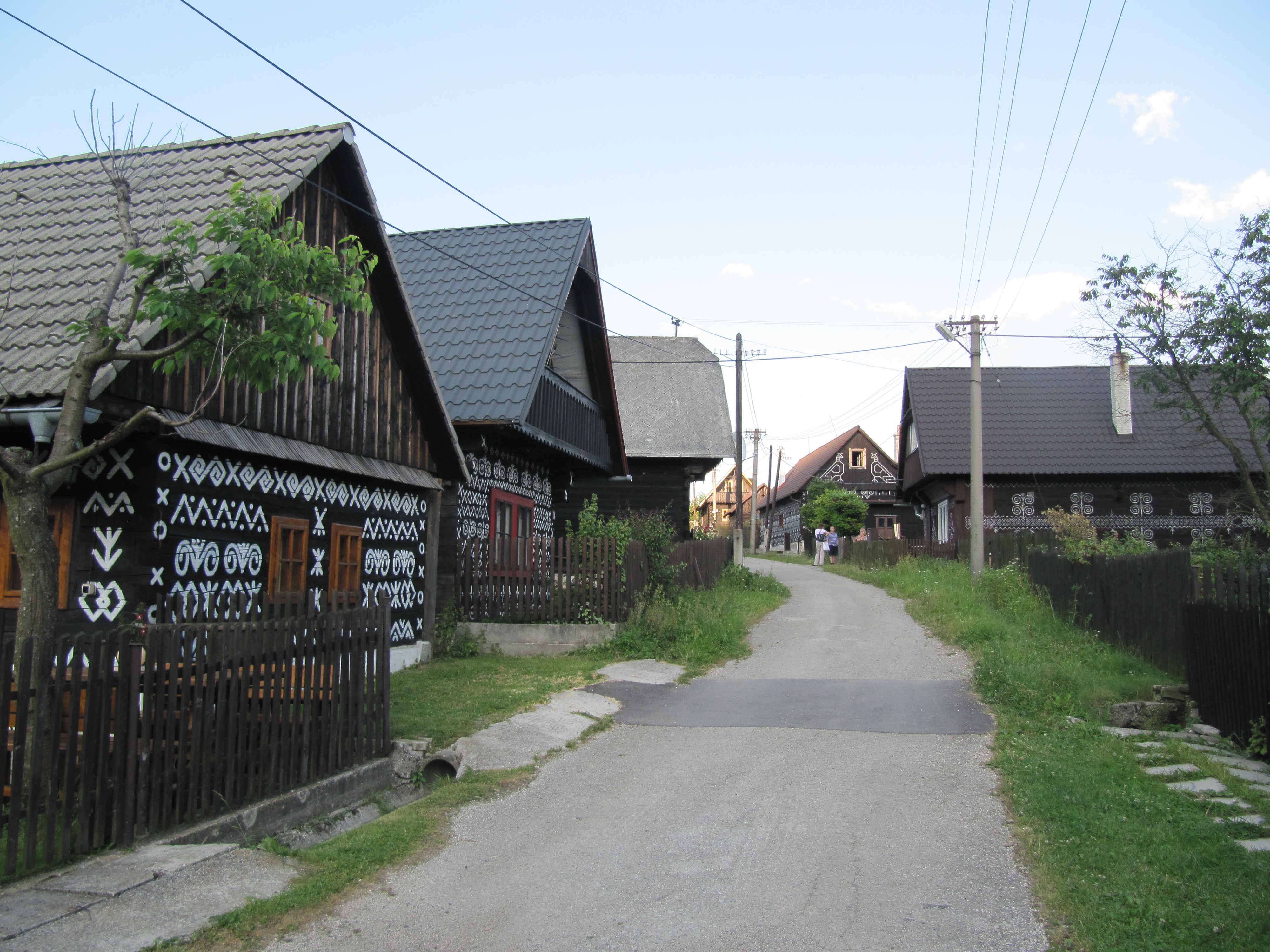
Ulice
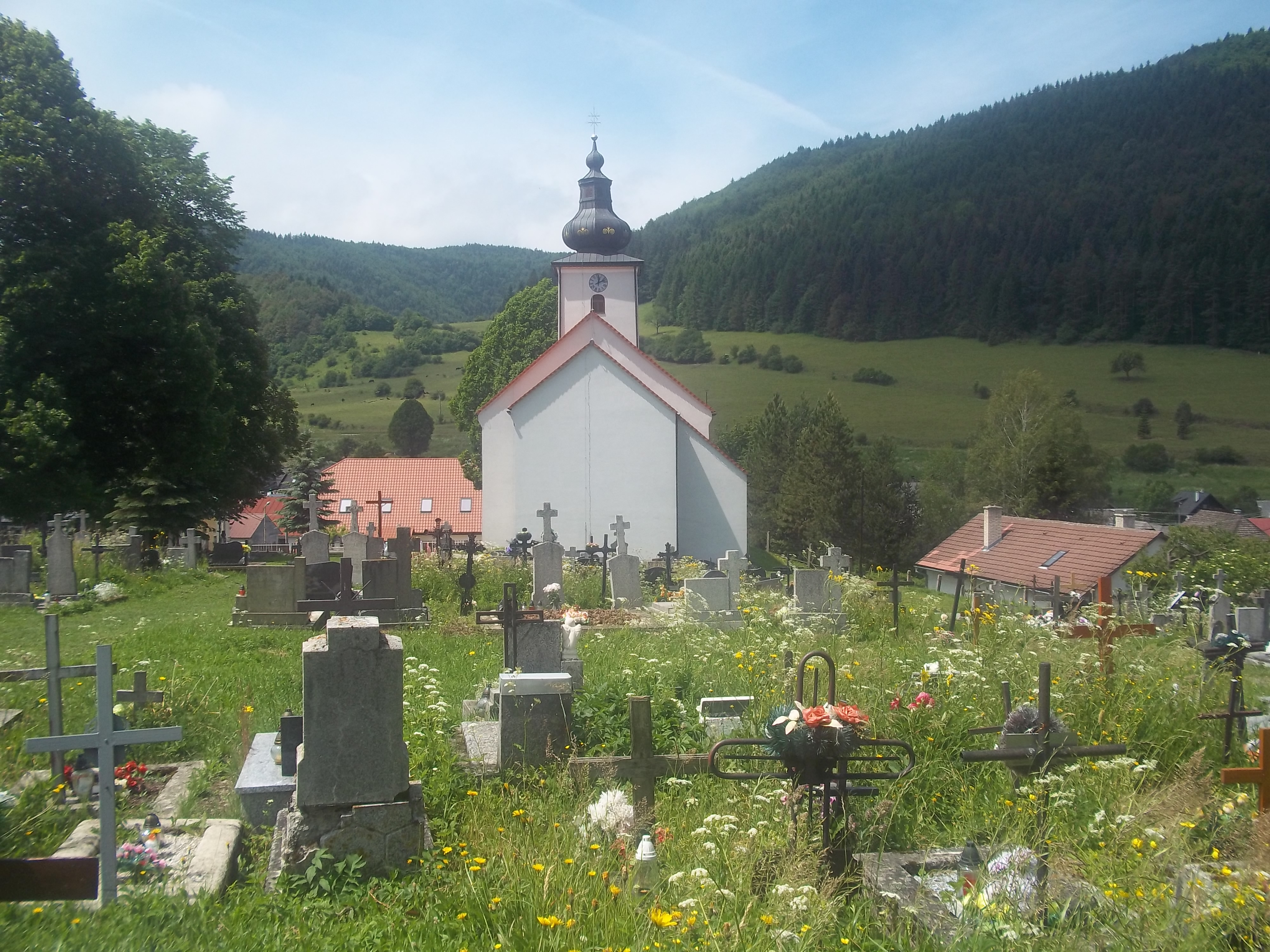
Hřbitov